# Karl Tryggvason
Karl Tryggvason, född 17 mars 1947 i Reykjavik, är en isländsk-finländsk-svensk medicinsk forskare.
Tryggvason genomgick läkarutbildning vid Uleåborgs universitet, blev medicine och kirurgie doktor där 1977 och docent i klinisk kemi där 1985. Han blev 1987 professor i biokemi i Uleåborg. 1995 blev han professor i medicinsk kemi vid Karolinska Institutet. Han var en av grundarna av Biocenter Oulu och verkade sedermera som dess vetenskapliga direktör. 
Hans forskningsområde gäller framför allt cellers basalmembran.
År 2001 utnämndes han till hedersdoktor vid Islands universitet. Han invaldes 2005 som utländsk ledamot av Kungliga Vetenskapsakademien. Sedan 1992 är han ledamot av Finska Vetenskapsakademien.